# Fred W. Berger
Fred W. Berger (* 9. Juli 1908 in New York City; † 23. Mai 2003 in Westwood, Los Angeles) war ein US-amerikanischer Filmeditor.

## Leben
Nach seinem Abschluss an der University of Michigan arbeitete Fred W. Berger als Börsenmakler in New York City, Detroit und ab 1930 auch in Los Angeles. Durch die Kontakte seines Schwagers Edward Mann wechselte Berger 1937 ins Filmgeschäft und wurde Schnittassistent bei „Walter Wanger Productions“. Nach seinem Wechsel zu Paramount 1943 konnte Berger gleich mit dem Western False Colors seinen ersten hauptverantwortlichen Filmschnitt durchführen. Nach seinem ersten größeren Erfolg, der Westernfernsehserie Hopalong Cassidy, waren es vor allem die beiden Fernsehserien M*A*S*H und Dallas für die Berger zahlreiche Nominierungen und Auszeichnungen erhielt. Außerdem wurde er gemeinsam mit Frank P. Keller für den Film Vier schräge Vögel mit einer Oscarnominierung des Besten Schnittes bedacht.
Fred E. Berger war ein Gründungsmitglied der American Cinema Editors, ihr ehemaliger Präsident und wurde 1997 mit dem ACE Career Achievement Award geehrt.
Am 23. Mai 2003 verstarb Berger an Altersschwäche in seinem Haus in Westwood und wurde von seiner Frau, seinem Bruder, seinem Sohn Peter E. Berger und seiner Tochter, sowie vier Enkeln und vier Urenkeln überlebt.

## Filmografie (Auswahl)
- 1943: False Colors
- 1944: Lumberjack
- 1948: Der Pantoffelheld (An Innocent Affair)
- 1952–1954: Hopalong Cassidy (Fernsehserie, 37 Episoden Schnitt, 11 Episoden Schnittsupervisor, 4 Episoden Schnittassistenz)
- 1955: The Man Behind the Badge (Fernsehserie, 6 Episoden)
- 1972: Vier schräge Vögel (The Hot Rock)
- 1972–1977: M*A*S*H (Fernsehserie, 86 Episoden)
- 1977–1978: Die Waltons (The Waltons) (Fernsehserie, 4 Episoden)
- 1978–1991: Dallas (Fernsehserie, 148 Episoden)
- 1996: Dallas – J.R. kehrt zurück (Dallas: J.R. Returns)

## Auszeichnungen (Auswahl)
Oscar
- 1973: Nominierung für den Besten Schnitt von Vier schräge Vögel

Emmy
- 1976: Auszeichnung für Outstanding Achievement in Film Editing for Entertainment Programming for a Series - For a Single Episode of a Comedy Series (Welcome to Korea aus Dallas)

sowie sechs weitere Emmy-Nominierungen
Eddie Award
- 1973: Auszeichnung für Best Edited Episode from a Television Series (Bananas, Crackers, and Nuts aus M*A*S*H)
- 1974: Auszeichnung für Best Edited Episode from a Television Series (The Trial of Henry Blake aus M*A*S*H)
- 1975: Auszeichnung für Best Edited Episode from a Television Series (A Full, Rich Day aus M*A*S*H)
- 1981: Auszeichnung für Best Edited Episode from a Television Series (House Divided aus Dallas)

sowie zwei weitere Eddie-Nominierungen